# 브라운 이데예
아이데 브라운 이데예(Aide Brown Ideye, 1988년 10월 10일 ~ )는 나이지리아의 축구 선수로 현재는 소속이 없다.